# Canvi climàtic
|  | Per a altres significats, vegeu «Canvi climàtic antropogènic». |

Canvis de temperatura de l'aire a la superfície en l'últim mig segle. L'Àrtida és la regió que més s'ha escalfat. En general, les temperatures han pujat més a terra que a la superfície del mar.

El canvi climàtic és el canvi de clima produït per l'activitat humana, que altera la composició de l'atmosfera mundial i que se suma a la variabilitat natural del clima observada durant períodes comparables, causant inundacions de terrenys costaners, tempestes més intenses, l'extinció d'incomptables espècies de plantes i animals, fracassos en cultius en àrees vulnerables, i l'augment de sequeres, entre altres efectes.
No s'ha de confondre el canvi climàtic amb la variabilitat climàtica, ja que aquesta fa referència a qualsevol variació del clima (interestacional, interanual, per dècades, per segles…) sigui per processos propis del sistema climàtic o per altres causes. De fet, la variabilitat és una de les característiques essencials del comportament atmosfèric a qualsevol escala temporal. Tot i això, es considera que durant les darreres dècades ha aparegut una tendència a l'escalfament global que s'ha anat accelerant d'una manera molt més ràpida del que seria normal esperar de la variabilitat climàtica del planeta. Aquest escalfament originat per l'activitat humana fa que els climes propis de moltes parts del planeta canviïn significativament a un ritme massa ràpid per als éssers vius d'aquestes biosferes i ecosistemes, molts dels quals no s'hi poden adaptar.
L'últim informe del Grup Interguvernamental d'Experts sobre Canvi Climàtic diu que la temperatura global s'incrementarà més de 1,5 °C en els pròxims 20 anys.

## Causes

### L'efecte d'hivernacle
A l'atmosfera que embolcalla el planeta, hi ha una sèrie de gasos (sobretot el vapor d'aigua i el diòxid de carboni) que tenen un efecte d'hivernacle, és a dir, absorbeixen i reemeten la radiació infraroja que emet la superfície del planeta Terra. D'aquesta manera, impedeixen que part d'aquesta radiació escapi a l'espai exterior i contribueixen que la temperatura mitjana de l'aire superficial del planeta sigui d'uns 15 °C, una temperatura apta per a la vida. L'efecte d'hivernacle és, per tant, un fenomen natural de l'atmosfera.
El problema actual és que la quantitat d'aquests gasos naturals amb efecte d'hivernacle a l'atmosfera ha augmentat i que s'hi ha abocat, a més, gasos amb efecte d'hivernacle no presents de manera natural a l'atmosfera. Aquest canvi posa en perill la composició, la capacitat de recuperació i la productivitat dels ecosistemes naturals i el mateix desenvolupament econòmic i social, la salut i el benestar de la humanitat.

#### Gasos amb efecte d'hivernacle
Els gasos amb efecte d'hivernacle són components gasosos de l'atmosfera, tant naturals com d'origen humà (antropogènic), que absorbeixen i reemeten radiació infraroja. A mesura que incrementa la concentració d'aquests gasos, la radiació infraroja és absorbida a l'atmosfera i reemesa en totes direccions, la qual cosa contribueix a fer que la temperatura mitjana de la Terra augmenti. Aquest fenomen s'anomena efecte hivernacle perquè l'absorció i posterior emissió de radiació infraroja també la fan el vidre i certs plàstics amb els quals es fabriquen els hivernacles.
L'atmosfera influeix fonamentalment en el clima; si no existira, la temperatura en la Terra seria de -20 °C, però l'atmosfera es comporta de manera diferent segons la longitud d'ona de la radiació. El Sol per la seua alta temperatura emet fonamentalment a 5 micròmetres i l'atmosfera deixa passar la radiació. La Terra té una temperatura molt més baixa, i remet part de la radiació però a una longitud molt més llarga, d'uns quinze micròmetres. Així, l'atmosfera ja no és transparent. El CO₂ que hi ha actualment en l'atmosfera, en una concentració de 367 p.p.m., absorbeix aquesta radiació igual que el vapor d'aigua. El resultat és que l'atmosfera s'escalfa i torna a la Terra part d'aqueixa energia, raó per la qual la temperatura mitjana superficial és d'uns 15 °C, i dista molt del valor d'equilibri sense atmosfera. A aquest fenomen se l'anomena efecte d'hivernacle i el CO₂ i l'H₂O són els gasos responsables d'això. Gràcies a aquest efecte d'hivernacle és possible la vida a la Terra.

### El CO₂ com a regulador del clima
Durant les últimes dècades els mesuraments en les diferents estacions meteorològiques indiquen que el planeta s'està escalfant. Els últims deu anys han sigut els més calorosos des que es porten registres, i els científics anuncien que en el futur seran encara més calents. La majoria dels experts estan d'acord amb què els humans exerceixen un impacte directe sobre aquest procés d'escalfament, generalment conegut com a efecte d'hivernacle. Veiem que ara hi ha més CO₂ que en els anteriors períodes càlids entre glaciacions i que l'augment d'aquest gas coincideix amb la industrialització de finals del segle xix i amb la seva acceleració a les últimes dècades. A mesura que el planeta s'escalfa, els inlandsis polars es fonen. Atès que la neu té un elevat albedo torna la major part de radiació que hi incideix a l'espai. La disminució dels inlandsis també afectarà perquè l'albedo terrestre farà que la Terra s'escalfi encara més. L'escalfament global també ocasionarà que s'evapori més aigua dels oceans. El vapor d'aigua fa igualment de gas amb efecte d'hivernacle. Així, hi haurà un major escalfament. Això produeix el que s'anomena efecte amplificador. De la mateixa manera, un augment de la nuvolositat a causa d'una major evaporació contribuirà a un augment de l'albedo. El problema és de difícil predicció, ja que, com es veu, hi ha retroaccions positives i negatives.
El CO₂ és un altre gas amb efecte d'hivernacle. Si la temperatura i la concentració són altes, això contribueix a acidificar els oceans i redueix la capacitat dels (micro)organismes a transformar el CO₂ en carbonats inofensius.

### Apareix la vida a la Terra
En l'origen de la vida van apareixent els primers éssers autòtrofs a la Terra. Les plantes absorbeixen CO₂ i emeten O₂. La seva acumulació en l'atmosfera va afavorir l'aparició dels animals que l'usen per a respirar alhora que retornen CO₂. El O₂ en una atmosfera és el resultat d'un procés viu i no al revés. Els boscos són per tant els «pulmons de la Terra». Actualment els boscos tropicals ocupen la regió equatorial del planeta i entre l'equador i els pols hi ha una diferència tèrmica de 50 °C. Fa 65 milions d'anys la temperatura era 8° centígrads superior a l'actual i la diferència tèrmica entre l'equador i els pols era d'uns pocs graus. Tot el planeta tenia un clima tropical i apte per als senyors de la Terra d'aquesta època: els dinosaures. Un cataclisme cometari va acabar amb ells. Les extincions massives d'animals s'han produït periòdicament en la història de la Terra.

### Les glaciacions del Plistocè
L'home va aparèixer fa uns tres milions d'anys: Des d'en fa uns dos milions, la terra ha patit períodes glacials on gran part d'Amèrica del Nord i Europa van quedar sota gruixudes capes de gel durant molts anys. Després, ràpidament els gels van desaparèixer i van donar lloc a un període interglacial en el qual vivim. El procés es repetix cada cent mil anys aproximadament. L'última època glacial va acabar fa uns quinze mil anys i va donar lloc a un canvi fonamental en els hàbits de l'home amb el descobriment de l'agricultura i la ramaderia. La millora de les condicions tèrmiques va provocar el pas del Paleolític al Neolític, ara fa uns cinc mil anys.
No va ser fins a 1941 que el matemàtic i astrònom serbi Milutin Milanković va proposar la Teoria de Milanković segons la qual les variacions orbitals de la Terra van causar les glaciacions del Plistocè.
Va calcular la insolació en latituds altes de l'hemisferi Nord al llarg de les estacions. La seva tesi afirma que és necessària l'existència d'estius freds, en comptes d'hiverns severs, per a iniciar una edat del gel. La seva teoria no va ser admesa en el seu temps i va caldre esperar a principis dels anys cinquanta perquè Cesare Emiliani, que treballava en un laboratori de la Universitat de Chicago, presentés la primera història completa que mostrava l'avanç i retrocés dels gels durant les últimes glaciacions. La va obtenir d'un lloc insòlit: el fons de l'oceà, comparant el contingut de l'isòtop pesat oxigen-18 (0-18) i d'oxigen-16 (0-16) en les petxines fossilitzades.

### El mínim de Maunder
Des que en 1610 Galileu va inventar el telescopi, el Sol i les seves taques han sigut observades amb assiduïtat. No va ser fins al 1851 que l'astrònom Heinrich Schwabe va observar que l'activitat solar seguia un cicle d'onze anys, amb màxims i mínims. El 1977 J. Eddy, estudiant documentació antiga, s'adonà que des de 1645 a 1715 el Sol interromp el cicle d'onze anys i apareix una època on quasi no apareixen taques, denominat mínim de Maunder. El Sol i les estrelles solen passar un terç de la seua vida en aquestes crisis i durant elles l'energia que emet és menor i es correspon amb períodes freds en el clima terrestre.
Les aurores boreals o australs causades per l'activitat solar desapareixen o són rares.
Hi ha hagut 6 mínims solars semblants al de Maunder des del mínim egipci de l'any 1300 aC fins a l'últim que és el de Maunder. Però la seua aparició és molt irregular, amb lapses de només 180 anys, fins a 1100 anys, entre mínims. Generalment els períodes d'escassa activitat solar duren uns 115 anys i es repeteixen aproximadament cada 600. Actualment estem en el «màxim modern» que va començar en 1780, quan torna a reaparèixer el cicle d'11 anys. Un mínim solar ha d'ocórrer a tot tardar l'any 2900 dC i un nou període glacial, el cicle del qual és d'uns cent mil anys, pot aparèixer cap a l'any 44.000 dC, si les accions de l'home no l'impedeixen.

### Combustibles fòssils i escalfament global
A finals del segle xvii l'ésser humà va començar a utilitzar combustibles fòssils, que la Terra havia acumulat en el subsòl, durant la seva història geològica. L'ús intensiu dels combustibles fòssils amb la crema de petroli, carbó i gas natural ha causat un augment del CO₂ en l'atmosfera que últimament és d'1,4 p.p.m. a l'any i ha produït conseqüentment un augment de la temperatura. S'estima que des que hi ha constància de la mesura de temperatures, fa uns 150 anys (sempre dins de l'època industrial), aquesta ha augmentat 0,5 °C i es preveu un augment d'1 °C en el 2020 i de 2 °C en el 2050. 
A principis del segle xxi l'escalfament global sembla irrefutable, malgrat que les estacions meteorològiques en les grans ciutats han passat d'estar en la perifèria de la ciutat, al centre d'aquesta i l'efecte d'illa urbana també ha influït en l'augment observat. Els últims anys del segle xx i els primers anys del present segle es caracteritzen per posseir les temperatures mitjanes més elevades fins ara arreplegades.

Diagrama de la crisi climàtica: causes i efectes

## Proves científiques
El setembre de 2013, el Grup Intergovernamental sobre el Canvi Climàtic, GICC (en anglès Intergovernmental Pannel on Climate Change, IPCC) va presentar el Resum per a responsables polítics del primer capítol del 5è Report sobre Canvi Climàtic: La base científica física. Aquest document exposa l'estat del coneixement el 2013 sobre el tema i presenta novetats respecte als quatre reports anteriors, com ara l'efecte de la influència humana en el clima.
Els altres dos capítols i el document final de síntesi van ser publicats durant el 2014: 
- Impactes, adaptació i vulnerabilitat (grup de treball II) es va presentar a la reunió de Yokohama (Japó) el març de 2014[15]
- Mitigació del canvi climàtic (grup de treball III) va veure la llum a Berlín (Alemanya), l'abril de 2014[16]
- Document de síntesi, presentat a la reunió de Dinamarca l'octubre de 2014.

El 2018 es va publicar un dels reports més contundents del GICC, Global Warming of 1.5 °C, que és el 2020 el document de referència més recent. L'expert en energies i transicions globals Vaclav Smil el comenta el 2021 així: «Els resums periòdics de la nostra comprensió de l'escalfament global són preparats pel Grup Intergovernamental d'Experts sobre Canvi Climàtic. Aquells que no vulguin suportar la immersió en milers de pàgines de documents especialitzats farien bé de mirar almenys el resum de l'últim informe sobre l'escalfament global d'1,5 °C. Fins ara, les activitats humanes han fet augmentar la temperatura global mitjana 1 °C i, al ritme actual d'emissió de gasos d'efecte hivernacle, s'espera un augment de 1,5 °C entre el 2030 i el 2052.»
Els estudis anteriors publicats pel mateix Grup Intergovernamental sobre Canvi Climàtic són els següents:
1. Primer estudi sobre Canvi Climàtic (conegut per FAR segons les seves sigles angleses): La Base Científica Física (1990), Estudi d'Impactes (1990), Estratègies de Resposta (1991)
2. Segon estudi sobre Canvi Climàtic (conegut per SAR) : La Ciència del Canvi Climàtic (1995), Impactes, Adaptacions i Mitigacions del Canvi Climàtic (1995), Dimensió Econòmica i Social del Canvi Climàtic (2005), Informe de Síntesi (2005)
3. Tercer estudi sobre Canvi Climàtic (anomenat TAR): La Base Científica (2001), Impactes, Adaptació i Vulnerabilitat (2001), Mitigació (2001), Informe de Síntesi (2001)
4. Quart estudi sobre Canvi Climàtic (conegut per AR4): La Base Científica Física (2007), Impactes, Adaptació i Vulnerabilitt (2007), Mitigació del Canvi Climàtic (2007), Informe de Síntesi (2007)

Segons un estudi publicat a la revista Nature el 2019 les previsions que s'havien fet fins llavors subestimaven la pujada del nivell del mar per la crisi climàtica, i que Groenlàndia es fonia més de pressa del que es pensava. Segons aquest treball, des del 1992 s'havien fos a l'illa 3,8 bilions de tones de gel, que havien contribuït en 10,6 mil·límetres a la pujada global de 81 mil·límetres del nivell del mar des d'aleshores. A més, el ritme de fusió s'havia multiplicat per més de set, passant dels 33.000 milions de tones anuals de la dècada del 1990 als 254.000 milions de tones anuals dels darrers deu anys.

### Controvèrsia sobre les proves del canvi climàtic
Un premi Nobel de física, Ivar Giaever, expert sí en superconductivitat, però sense cap competència en estudis sobre el clima, va negar que les proves sobre el canvi climàtic no foren incontrovertibles. Així i tot, els esforços progressen poc. El 2015 va eixir una notícia que explicava que un dels científics que negava la causa humana del canvi climàtic fou finançat per empreses de la indústria energètica fòssil, implicant un conflicte d'interessos.

## Conseqüències

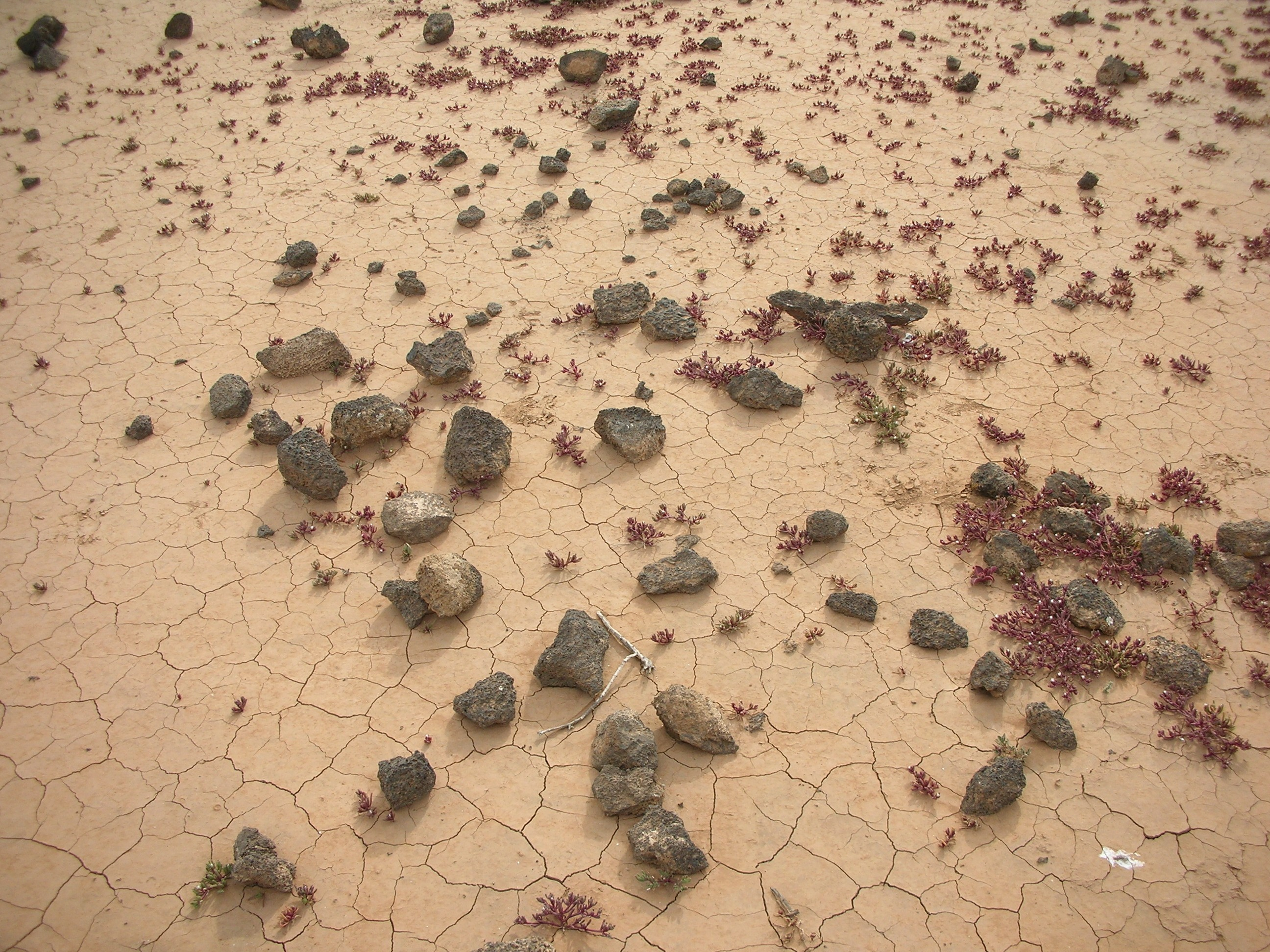
Desertificació

Les conseqüències del canvi climàtic no es poden determinar exactament, perquè desconeixem el comportament de l'atmosfera en les noves condicions. No obstant això, les previsions que es tenen són:
- Augment del nivell del mar a causa de la fosa parcial del glaç i de la desaparició parcial o total de les glaceres, no tan sols per l'augment de la quantitat d'aigua sinó també pel volum més gros d'aigua dels oceans com a conseqüència d'haver-se escalfat i també un nivell d'aigua dolça més elevat.
- Desaparició de zones de conreu properes a les costes i de moltes ciutats costaneres.
- Canvis en el règim actual de precipitacions: augment de precipitacions a les costes i disminució a les illes, a causa de l'evaporació de l'aigua.
- Canvis en la distribució de la vegetació. Afectacions en actuals zones cultivables i la vegetació, a causa de la sequera. Expansió de les zones desèrtiques. Un estudi trobà que el canvi climàtic augmentarà la superfície global cultivable.[25]
- Aparició de malalties tropicals en zones on ara no hi són, com la malària o el còlera a Europa.
- Escassesa d'aliments en zones com la riba sud del Mediterrani davant les dificultats de cultiu per l'afectació dels sòls i les altes temperatures.[26] El canvi climàtic podria ser el desencadenant de problemes com la fam, la migració i altres conflictes nous.[26]

## Lluita contra el canvi climàtic
Sembla possible mitigar els impactes del canvi climàtic amb accions concretes. Diversos estats s'han compromès a lluitar contra el canvi climàtic. La justícia climàtica investiga i persegueix responsabilitats respecte el canvi climàtic. Hi ha casos de denúncies i querelles climàtics.

### Adaptació i convivència al canvi climàtic
Amb tecnologia i enginy, les societats de la terra estan trobant mètodes de gestionar la realitat i el canvi.

#### L'aigua s'escalfa
Sigui en estat líquid, sòlid o gasós, l'aigua és vital pel nostre planeta. Depenem d'ella per beure, per l'agricultura, per la ramaderia o per les nostres activitats diàries. Hem de tenir present que nombrosos ecosistemes necessiten aigua dolça per viure i reproduir-se: Tal com s'ha demostrat els oceans contribueixen a modular els nivells de CO2 i a mantenir un nivell de temperatura global, a la vegada que també contribueixen a transportar nutrients i mantenen els ecosistemes marins. En la mesura que canvia el clima, canviaran també els recursos d'aigua dolça u salada sobre les que la societat es desenvolupa. La relació clima – aigua és una relació que canviant que a mesura que el clima varia l'aigua també.
Els mars i els oceans, que signifiquen el 71% del nostre planeta, estan absorbint actualment tant CO2 generat per les activitats humanes i tanta energia solar que la química i les temperatures de les aigües marines estan posant en perill a molts organismes i fauna. Els canvis en el medi marí afecten els sers vius que habiten dins aquests oceans i mars. La pujada dels nivells del mar estan modificant les costes i enterrant o soscavant edificis, el que contribueix i suposa un risc per la vida humana. Actualment, la Terra acumula més calor procedent del Sol que el que allibera. L'oceà emmagatzemant el 93% d'aquesta energia, el que modera les temperatures extremes i això permet que el planeta sigui habitable.

#### Més humitat
L'aire calent, conte més aigua del que augmenta la humitat i la calor, els experts prediuen que en un futur no gaire llunyà adaptarem les nostres necessitats i activitats a l'aire lliure per reduir l'estrès tèrmic produït per la calor.

#### Sal marina
L'augment de les precipitacions i el desgel alteraran la salinitat dels oceans, el que afectarà els corrents marins i ecosistemes.

#### La terra
Les interaccions dinàmiques entre el canvi climàtic i els recursos d'aigua dolça sobre la terra estan estretament vinculades a la disponibilitat de l'aigua de bona qualitat sobre el consum.
Actualment, almenys la meitat de la població mundial depèn de l'aigua subterrània per un consum segur. A partir de la qual la previsió de creixement urbà s'espera que per l'any 2050 la demanada d'aquesta aigua dolça hagi augmentat un 55%, aquest fet posa en relleu que d'aquí en un futur haurem de gestionar aquest consum.

#### El gel
L'aigua dolça congelada a l'Àrtida, Groenlàndia i l'Antàrtida i en totes aquestes regions del món s'està desfent. Aquest desgel va a parar als oceans, rius i sòls de tot el planeta. Al principi d'aquesta aigua omplirà rius i conques fluvials, però a mesura que hi hagi menys gel, també es veuran afectades les aigües dolces. Si les mesures de conservació no ataquen el problema, ens trobarem en futurs problemes de restriccions d'aigua.